# Mendala (Sirampog)
Mendala is een bestuurslaag in het regentschap Brebes van de provincie Midden-Java, Indonesië. Mendala telt 5690 inwoners (volkstelling 2010).